# Ludger Rensing
Ludger Rensing (* 23. Oktober 1932 in Münster; † 11. März 2013) war ein deutscher Zoologe und Hochschullehrer. Er war Professor für Zellbiologie an der Universität Bremen.

## Biographie
Nach seiner Promotion 1961 habilitierte sich Ludger Rensing für das Fach Zoologie an der Georg-August-Universität Göttingen und arbeitete mehrere Jahre in den Vereinigten Staaten (Princeton University, Harvard University). Seine Arbeitsgebiete waren die Regulation von Stressgenen und Stressproteinen sowie die molekularen Mechanismen der „inneren Uhr“.

## Werke
Rensing ist Autor zahlreicher wissenschaftlicher Veröffentlichungen und mehrerer Bücher sowie Herausgeber der Zeitschrift Chronobiology International.
- Aktivitätsperiodik beim Wasserläufer Velia currens F. (Dissertation) Göttingen 1961
- Zur circadianen Organisation von Drosophila. 1966
- Zur Ontogenese und hormonellen Steuerung circadianer Rhythmen. Göttingen 1969
- Biologische Rhythmen und Regulation. Jena u. Stuttgart 1973
- Allgemeine Biologie. Eine Einführung für Biologen u. Mediziner. Stuttgart 1975
- Allgemeine Biologie. Eine Einführung für Biologen u. Mediziner. Stuttgart 1984
- zusammen mit Gerd Cornelius: Grundlagen der Zellbiologie. Stuttgart 1988
- zusammen mit Michael Koch, Volkhard Rippe u. Bernhard Rippe: Mensch im Stress. Psyche, Körper, Moleküle. Heidelberg / München 2006, 420 S.